# 19962 Martynenko
19962 Martynenko è un asteroide della fascia principale. Scoperto nel 1986, presenta un'orbita caratterizzata da un semiasse maggiore pari a 2,2833194 UA e da un'eccentricità di 0,1794349, inclinata di 4,53438° rispetto all'eclittica.